# Flandreau Indijanci
Flandreau Indijanci (Flandreau Sioux), dio Santee Indijanaca iz skupine Siouxa, koji se 1870. odvojio od Mdewakantona i Wahpekuta s agencije Santee u Nebraski, i nastanio 1876. na Flandreau u Južnoj Dakoti.
Rezervat Flandreau nalazi se u okrugu Modoc (3.68 četvornih milja, blizu 10 km²) duž i blizu rijeke Big Sioux River. Kao pleme Flandreau Santee Sioux Tribe federalno su priznati aktom iz 1934. Plemensko središte je u Flandreau. Populacija im iznosi preko 700.